# Seefeld (Stadt Zürich)
Seefeld ist ein Quartier in der Stadt Zürich im Kreis 8 (Riesbach), am rechten Ufer des Zürichsees gelegen, der 71,6 % (1,76 km²) der Gesamtfläche des Quartiers einnimmt.

Utoquai im Jahr 1970: Luftbild von Werner Friedli

In anderen Schweizer Städten ist das Quartier etwa mit dem Gellert in Basel, Kirchenfeld in Bern oder Champel in Genf vergleichbar.

## Bevölkerungsentwicklung des Quartiers
Quelle: Statistik & Daten: Seefeld

## Kultur und Sport
Sehenswürdigkeiten sind die grosszügigen Park- und Quaianlagen mit verschiedenen Skulpturen (u. a. Heureka von Jean Tinguely und Sheep Piece von Henry Moore), dem Chinagarten und dem letzten vom Architekten Le Corbusier entworfenen Gebäude. Weiter zu erwähnen sind die beiden Seebäder Tiefenbrunnen und Utoquai, der Botanische Garten und die alten Villen sowie die Mühle Tiefenbrunnen, eine ehemalige Bierbrauerei und Mühle, die heute als Kultur- und Begegnungszentrum genutzt wird.
Im Seefeld findet man überdurchschnittlich viele Feinkostgeschäfte, Friseure und Anwaltskanzleien. Als Wohnquartier ist das Seefeld sehr beliebt, aber auch dementsprechend teuer. Das Seefeld ist auch das Schweizer Quartier mit dem höchsten Anteil von Akademikern an der Wohnbevölkerung (70 %).
Der FC Seefeld Zürich spielt in der 2. Liga (2024), der fünfthöchsten Spielklasse des Schweizer Fussballs.

## Verkehr
Im Quartier befindet sich der Bahnhof Tiefenbrunnen, der von den Linien S6 und S16 der S-Bahn Zürich im Viertelstunden-Takt bedient wird. Die Feinerschliessung stellen die Tramlinien 2 und 4, sowie die Trolleybuslinie 33 der Verkehrsbetriebe Zürich (VBZ) und die Buslinien 912 / 916 sicher.
Da die Hauptachse des rechten Zürichseeufers dem See entlang in die Stadt führt, ist die Gegend dem See entlang stark durch Strassenverkehr belastet und die Bellerive-Strasse trennt das Seeufer mit seinen Parkanlagen und das kompakte Wohn- und Geschäftsgebiet.
Vom Zürichhorn (Tiefenbrunnen) kamen in den 1920er Jahren Wasserflugzeuge der Schweizer Fluggesellschaft Ad Astra Aero zum Einsatz.

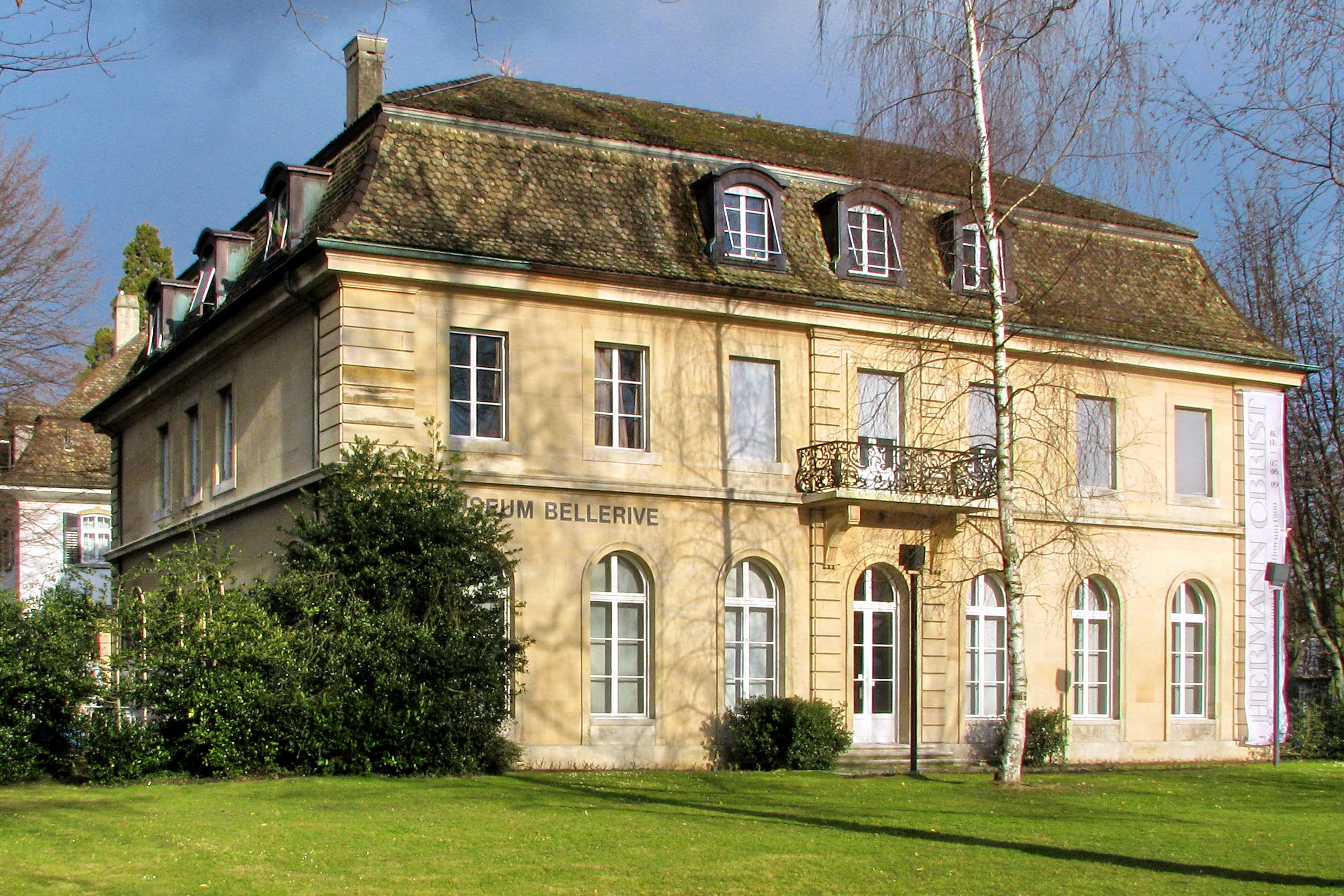
Museum Bellerive
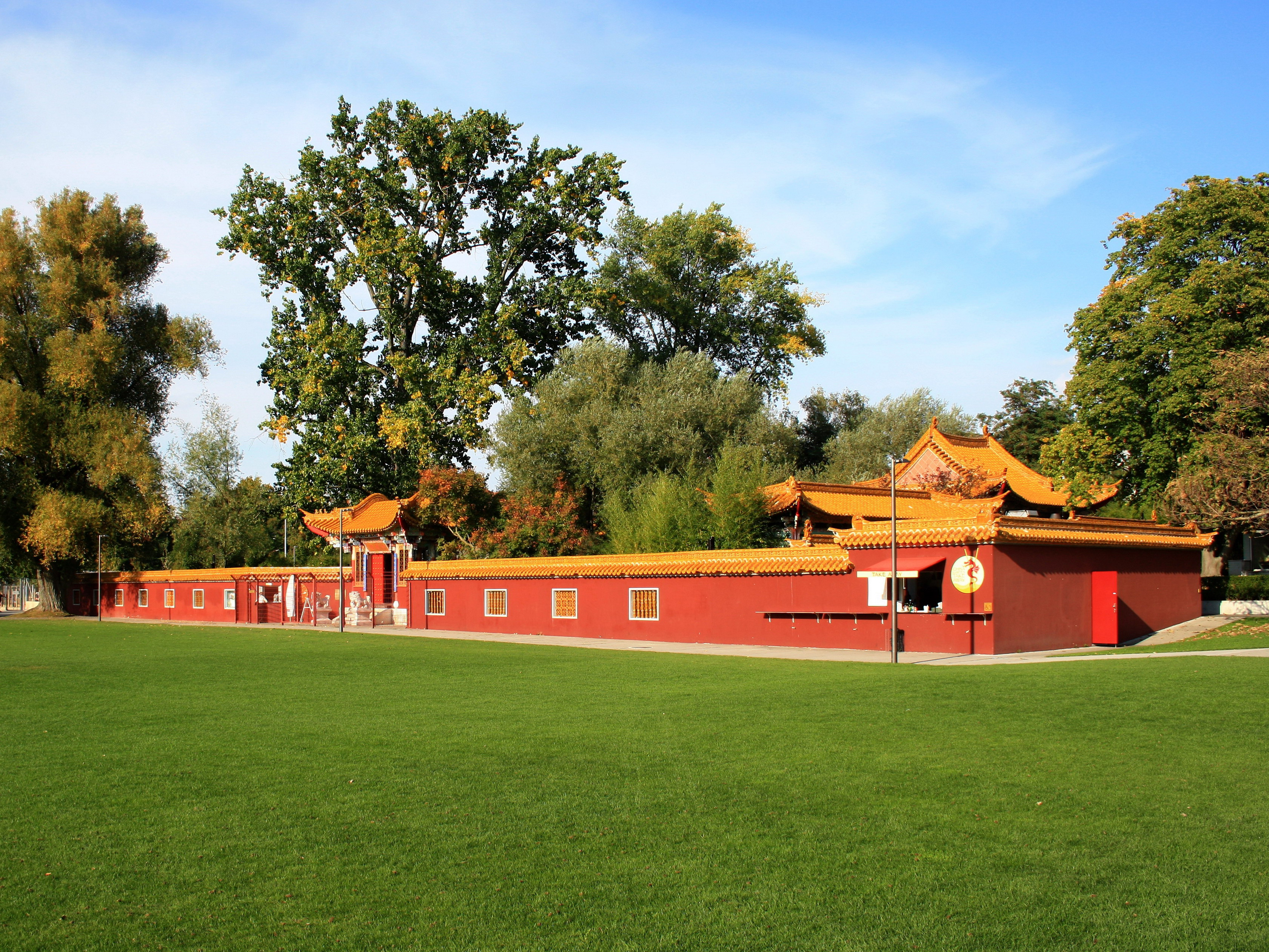
Chinagarten
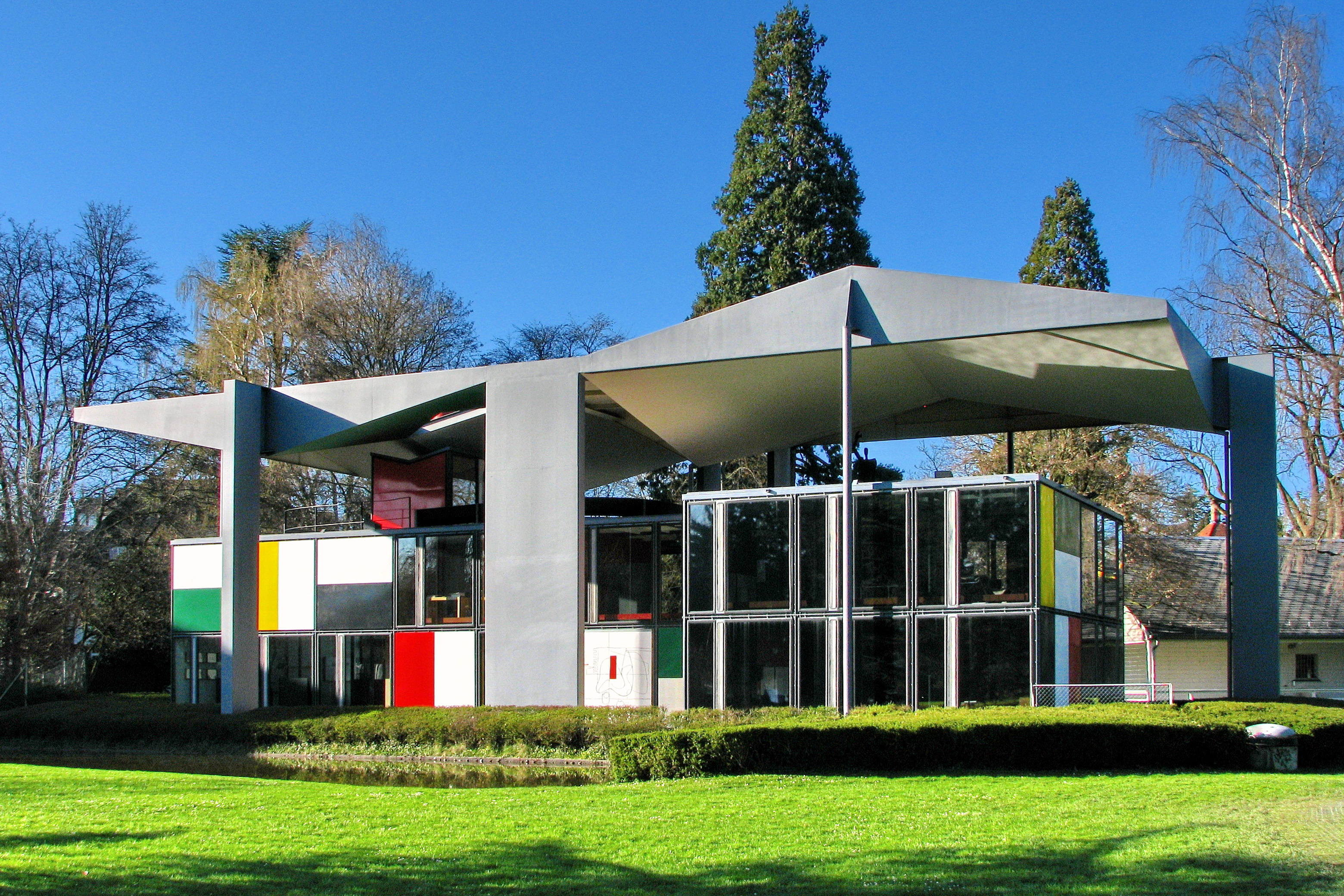
Heidi Webers Le Corbusier Museum
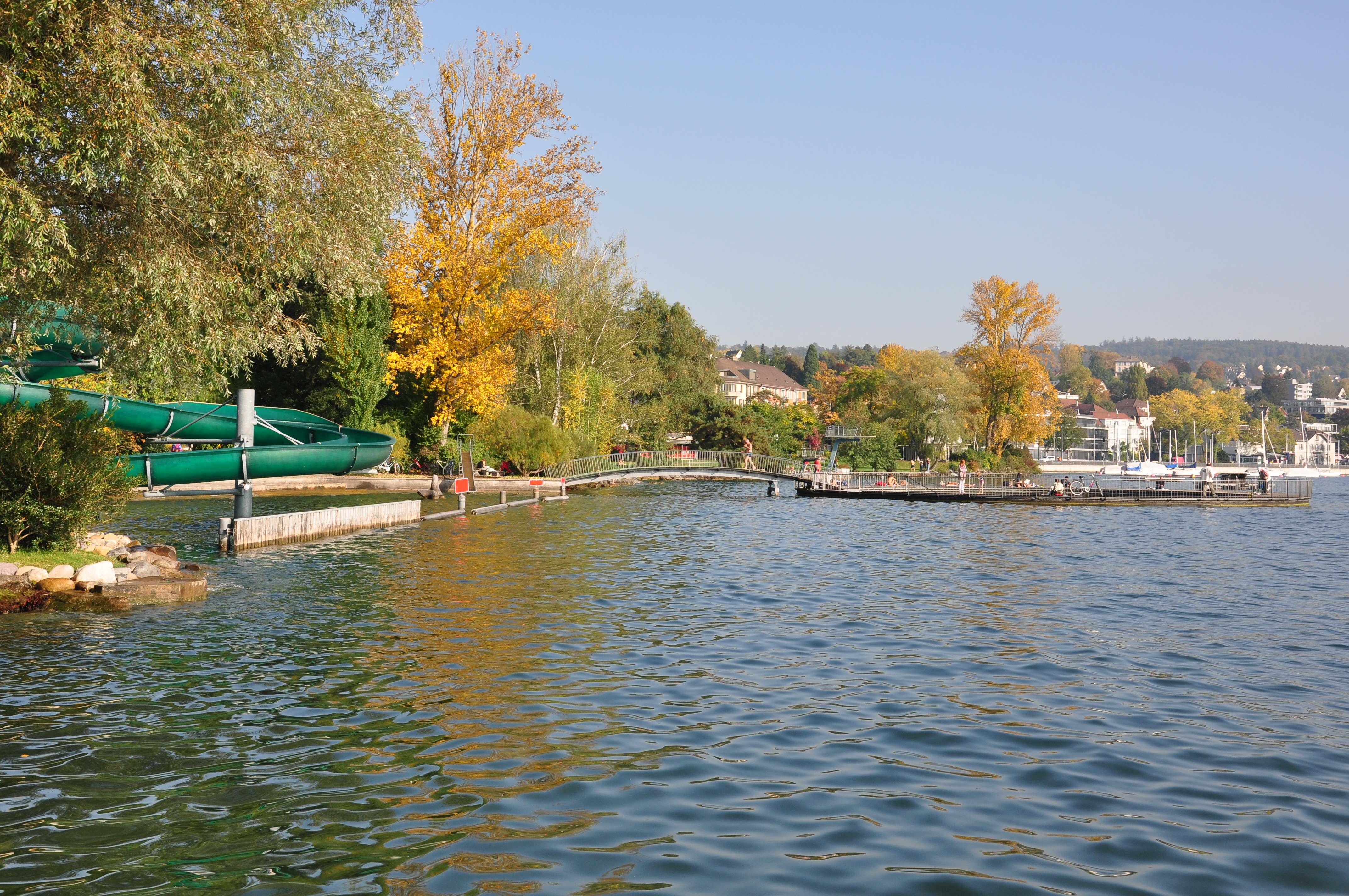
Strandbad Tiefenbrunnen
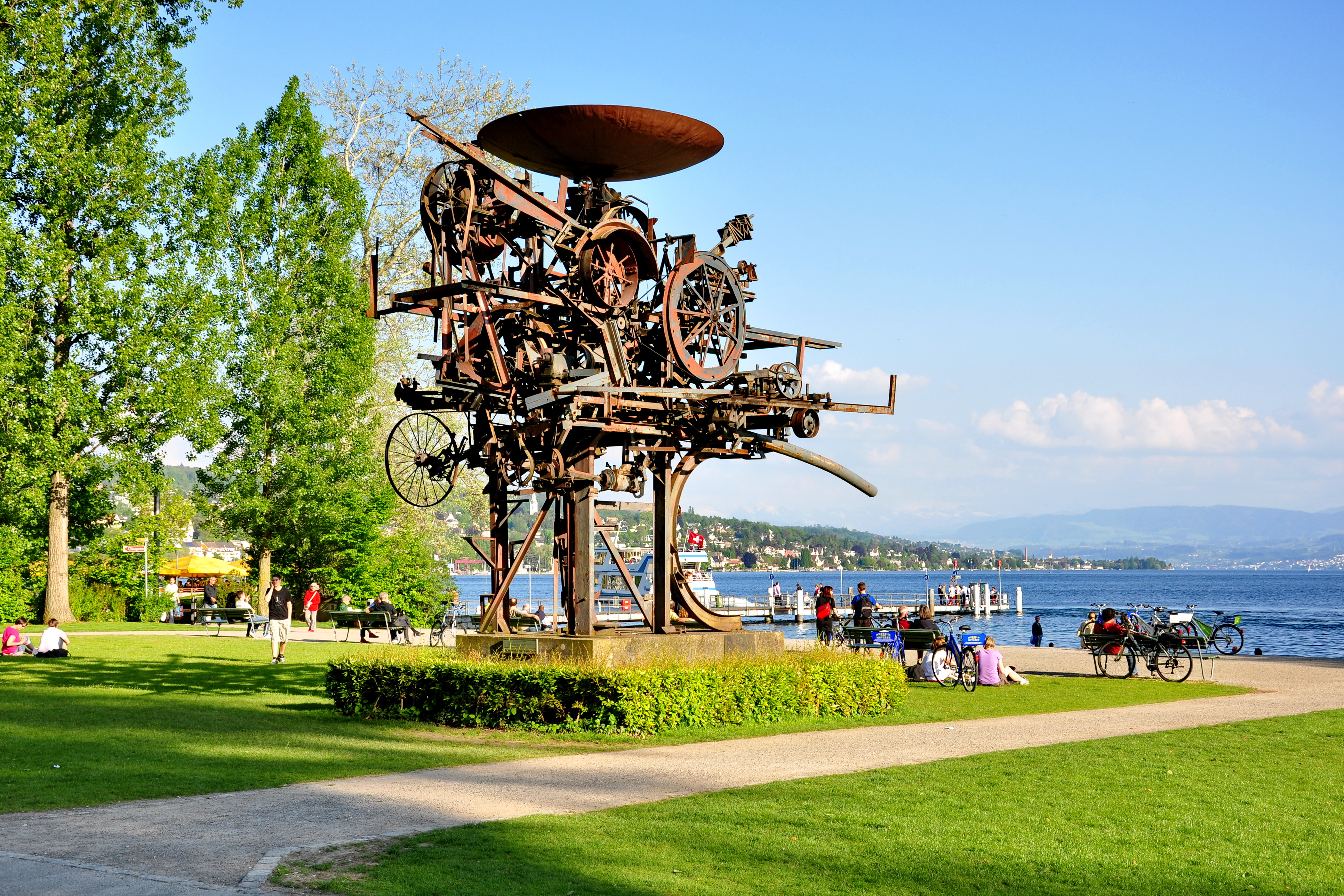
Eisenplastik Heureka von Jean Tinguely
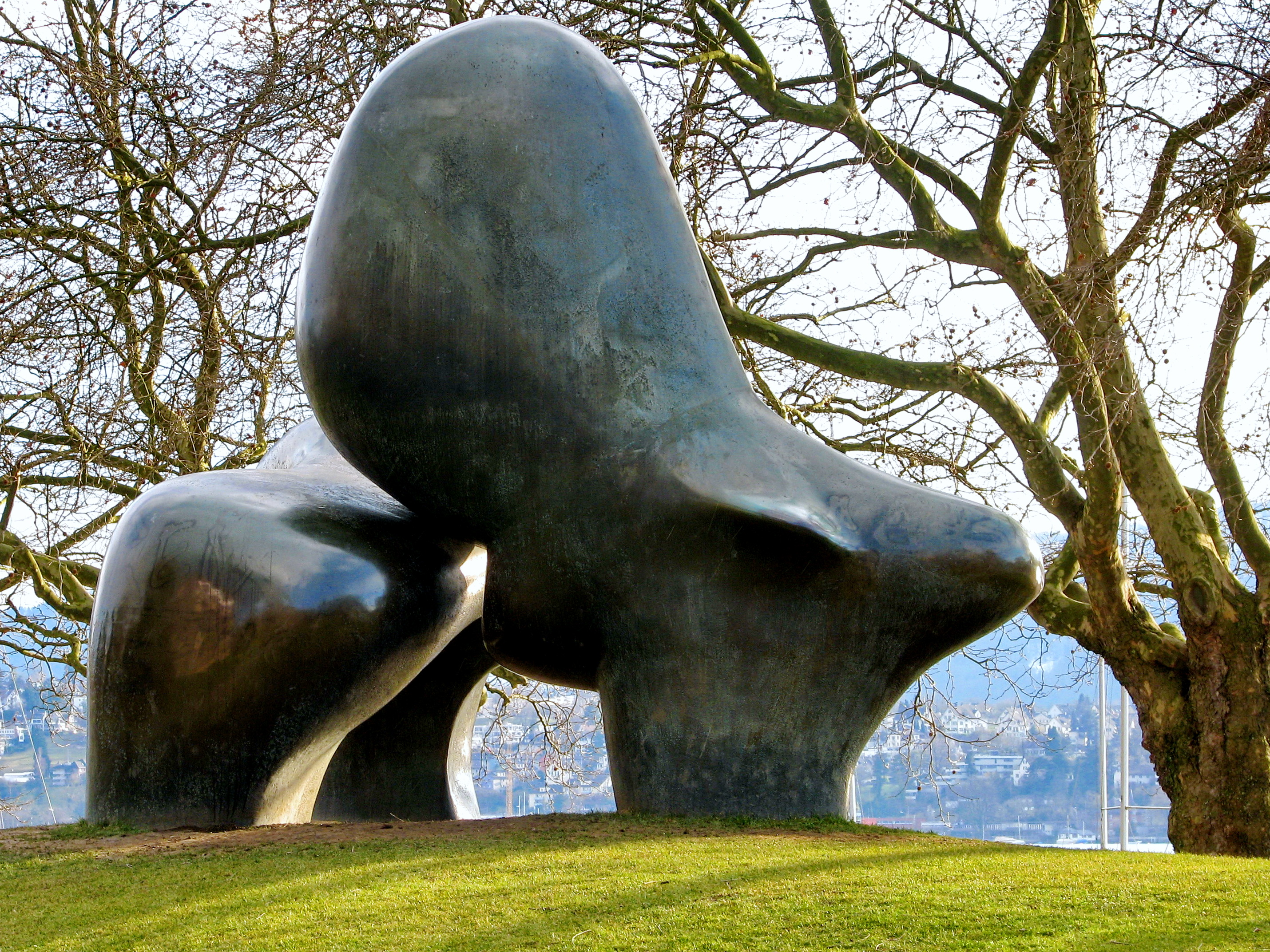
Sheep Piece, Plastik von Henry Moore
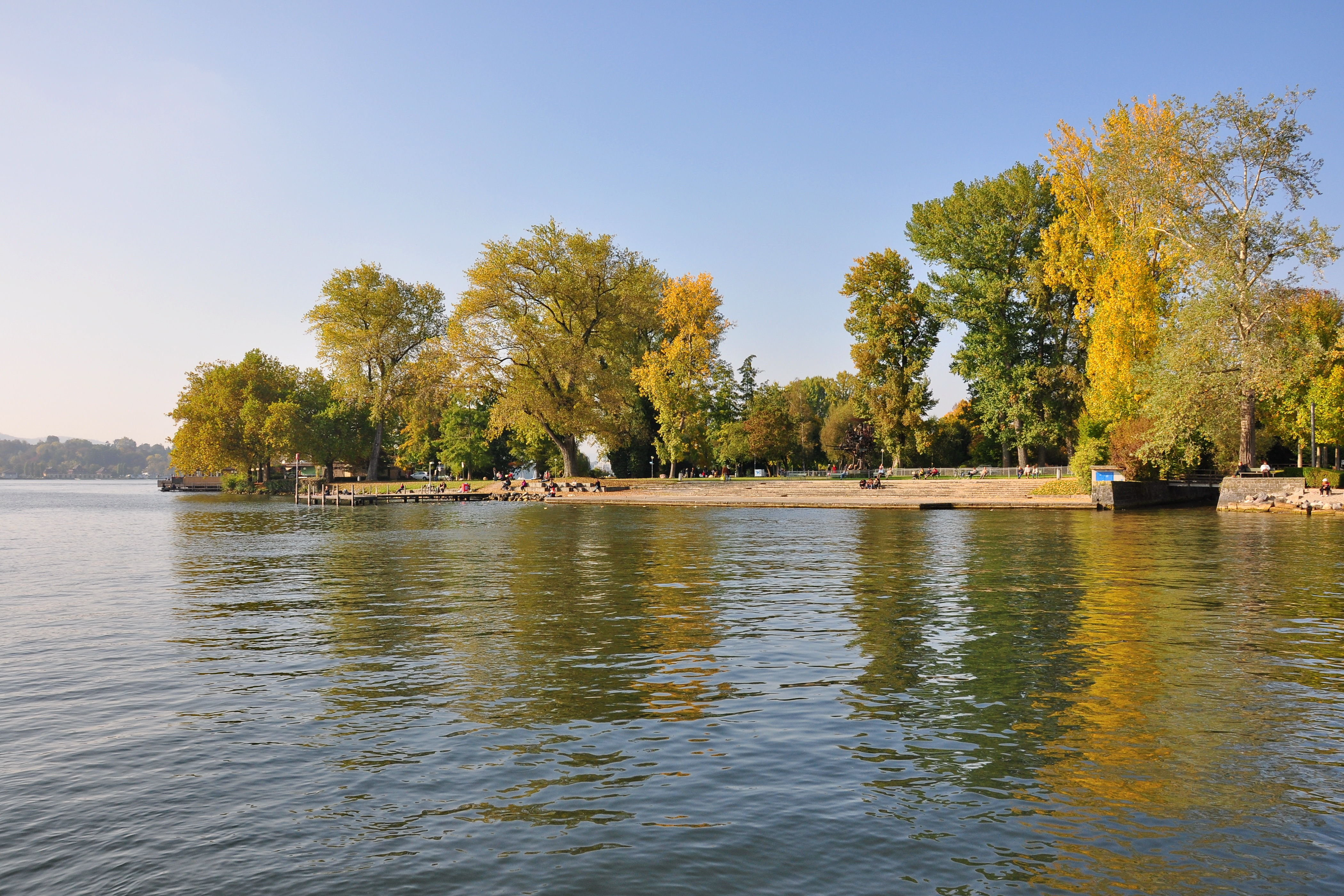
Zürichhorn, Ansicht vom ZSG-Landesteg
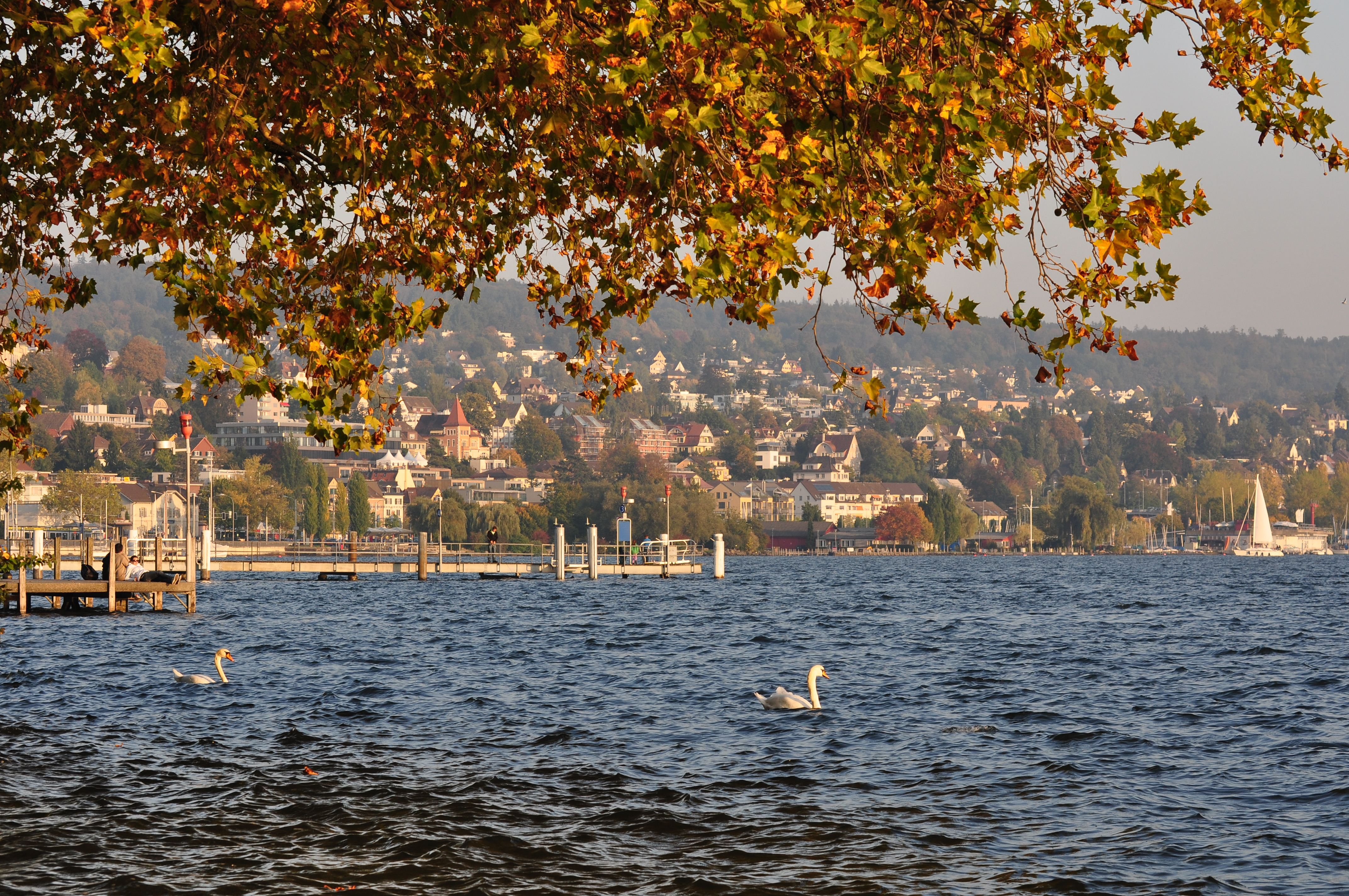
Zürichsee beim Bahnhof Tiefenbrunnen